# Roodebergia kitamurana
Roodebergia kitamurana là một loài thực vật có hoa trong họ Cúc. Loài này được B.Nord. mô tả khoa học đầu tiên năm 2002.